# Elsa Zylberstein
Elsa Florence Zylberstein (París, 16 de octubre de 1968), conocida como Elsa Zylberstein, es una actriz francesa de cine, televisión y teatro. Después de estudiar arte dramático, comenzó su carrera cinematográfica en 1989 y ha aparecido en más de 60 películas. Ganó el Premio César a la mejor actriz de reparto por Il y a longtemps que je t'aime de 2008.

## Primeros años
Su padre, Albert Zylberstein, es un físico polaco asquenazí. Zylberstein se sentía judía y cristiana (su madre es católica); ahora se siente "atraída por los ritos budistas". Ha practicado danza clásica desde su infancia. Después de un bachillerato A3, comenzó la universidad y estudió inglés, pero se sintió fuertemente atraída por las actividades artísticas. Estudió actuación bajo la tutela de Francis Huster, en el Cours Florent.

## Carrera artística
En 1991, Zylberstein apareció en Van Gogh, dirigida por Maurice Pialat. En 1992, ganó el Premio Michel Simon y la primera de sus tres nominaciones para el Premio César a la actriz más prometedora. En 1993, interpretó a una estudiante en Beau Fixe, y ganó el Premio Romy Schneider.[cita requerida]
Inspiró a directores jóvenes como Pascale Bailly, Diane Bertrand y, especialmente, Martine Dugowson, quien le ofreció el papel principal, junto a Romane Bohringer, en Mina Tannenbaum (1994). Luego, apareció en Farinelli, Napoleón: La última batalla y Jefferson en París. Interpretó a Suzanne Valadon en Lautrec, y luego la amante del artista, Modigliani, en Modigliani. Zylberstein interpretó a un cantante yidis que se enamora de un clarinetista gay en Man Is a Woman, de Antoine de Caunes. También, obtuvo papeles en El tiempo recobrado, Love Torn in a Dream y That Day.[cita requerida]
En el 2006, interpretó a Mathilde, una mujer judía ortodoxa enfrentada con problemas matrimoniales en La pequeña Jerusalén. También apareció en J'invente rien, basada en una novela de Christine Angot. En el 2008, participó en dos películas presentadas en el Festival Internacional de Cine de Berlín : Il y a longtemps que je t'aime, con Kristin Scott Thomas, y La Fabrique des sentiments.[cita requerida]

## Vida personal
Zylberstein tuvo una relación de pareja con Antoine de Caunes entre 1997 y 2005. Luego, se hizo pareja de Nicolas Bedos, de 2005 a 2008. Más tarde, fue pareja de Georges-Marc Benamou, asesor del presidente francés, Nicolas Sarkozy, aunque apoya firmemente al Partido Socialista.[cita requerida]

## Filmografía
| Año  | Título                                      | Papel                        | Director                    | Notas                                                                               |
| ---- | ------------------------------------------- | ---------------------------- | --------------------------- | ----------------------------------------------------------------------------------- |
| 1989 | Baptême                                     | Gabrielle                    | René Féret                  |                                                                                     |
| 1990 | Chillers                                    | Isabelle                     | Maurice Dugowson            | TV Series (1 Episode)                                                               |
| 1991 | Génial, mes parents divorcent !             | Thomas's Sister              | Patrick Braoudé             |                                                                                     |
| 1991 | Van Gogh                                    | Cathy                        | Maurice Pialat              | Acteurs à l'Écran - Best Actress Nominated - César Award for Most Promising Actress |
| 1991 | La neige et le feu                          |                              | Claude Pinoteau             |                                                                                     |
| 1991 | Alisée                                      | Alisée                       | André Blanchard             |                                                                                     |
| 1992 | Amoureuse                                   | The Farsighted               | Jacques Doillon             |                                                                                     |
| 1992 | Beau fixe                                   | Frederique                   | Christian Vincent           | Nominated - César Award for Most Promising Actress                                  |
| 1992 | Princesse Alexandra                         | Sister Ermenegilde           | Denis Amar                  | TV Movie                                                                            |
| 1992 | La grande collection                        | Mercedes                     | Gérard Vergez               | TV Series (1 Episode)                                                               |
| 1993 | De force avec d'autres                      | Do                           | Simon Reggiani              |                                                                                     |
| 1993 | La place d'un autre                         | Florence                     | René Féret (2)              |                                                                                     |
| 1993 | Comment font les gens                       | Yvette                       | Pascale Bailly              | Short                                                                               |
| 1993 | L'orange amère                              | Fanny                        | Olivier Sadock              | Short                                                                               |
| 1993 | The Young Indiana Jones Chronicles          | The Telephone Girl           | Simon Wincer & Carl Schultz | TV Series (1 Episode)                                                               |
| 1994 | Mina Tannenbaum                             | Ethel Benegui                | Martine Dugowson            | Nominated - César Award for Most Promising Actress                                  |
| 1994 | Farinelli                                   | Alexandra                    | Gérard Corbiau              |                                                                                     |
| 1995 | Jefferson in Paris                          | Adrienne de La Fayette       | James Ivory                 |                                                                                     |
| 1996 | A Saturday on Earth                         | Claire                       | Diane Bertrand              |                                                                                     |
| 1996 | Portraits chinois                           | Emma                         | Martine Dugowson (2)        |                                                                                     |
| 1997 | Tenue correcte exigée                       | Lucie                        | Philippe Lioret             |                                                                                     |
| 1997 | Metroland                                   | Annick                       | Philip Saville              |                                                                                     |
| 1997 | XXL                                         | Arlette Stern                | Ariel Zeitoun               |                                                                                     |
| 1998 | Man Is a Woman                              | Rosalie Baumann              | Jean-Jacques Zilbermann     | Cabourg Film Festival - Best Actress                                                |
| 1998 | Lautrec                                     | Suzanne Valadon              | Roger Planchon              |                                                                                     |
| 1999 | Je veux tout                                | Eva                          | Guila Braoudé               |                                                                                     |
| 1999 | Time Regained                               | Rachel                       | Raúl Ruiz                   |                                                                                     |
| 1999 | Bonne Nuit                                  | Susan                        |                             | TV Movie                                                                            |
| 2000 | Là-bas... mon pays                          | Pierre Nivel's Wife          | Alexandre Arcady            |                                                                                     |
| 2000 | Love Torn in a Dream                        | Lucrezia / Jessica / Sultane | Raúl Ruiz (2)               |                                                                                     |
| 2001 | Les fantômes de Louba                       | Louba                        | Martine Dugowson (3)        |                                                                                     |
| 2001 | Un ange                                     | Léa Pastore                  | Miguel Courtois             |                                                                                     |
| 2001 | Not Afraid, Not Afraid                      |                              | Annette Carducci            |                                                                                     |
| 2002 | Féroce                                      | Zébulon                      | Gilles de Maistre           |                                                                                     |
| 2002 | Jean Moulin                                 | Antoinette                   | Yves Boisset                | TV Movie                                                                            |
| 2003 | Monsieur N.                                 | Albine de Montholon          | Antoine de Caunes           |                                                                                     |
| 2003 | That Day                                    | Livia                        | Raúl Ruiz (3)               |                                                                                     |
| 2003 | Three Blind Mice                            | Nathalie                     | Mathias Ledoux              |                                                                                     |
| 2003 | Qui perd gagne !                            | Angèle Berstein              | Laurent Bénégui             |                                                                                     |
| 2004 | Tomorrow We Move                            | Michèle                      | Chantal Akerman             |                                                                                     |
| 2004 | Pourquoi (pas) le Brésil                    | Christine Angot              | Laetitia Masson             |                                                                                     |
| 2004 | Modigliani                                  | Jeanne Hébuterne             | Mick Davis                  |                                                                                     |
| 2005 | Little Jerusalem                            | Mathilde                     | Karin Albou                 | Nominated - Globes de Cristal Award for Best Actress                                |
| 2005 | La cloche a sonné                           | Léa                          | Bruno Herbulot              |                                                                                     |
| 2005 | Journées froides qui menacent les plantes   |                              | Virginie Chanu              |                                                                                     |
| 2006 | J'invente rien                              | Mathilde Mahut               | Michel Leclerc              |                                                                                     |
| 2006 | Le concile de pierre                        | Clarisse                     | Guillaume Nicloux           |                                                                                     |
| 2006 | Petits meurtres en famille                  | Édith                        | Edwin Baily                 | TV Mini-Series                                                                      |
| 2007 | Unknown Things                              | The Young Woman              | Bruno Coppola               |                                                                                     |
| 2007 | Childhoods                                  | Ingmar Bergman's Mother      | Safy Nebbou                 |                                                                                     |
| 2008 | La fabrique des sentiments                  | Éloïse                       | Jean-Marc Moutout           |                                                                                     |
| 2008 | I've Loved You So Long                      | Léa                          | Philippe Claudel            | César Award for Best Supporting Actress Chlotrudis Awards - Best Supporting Actress |
| 2008 | Nuit de chien                               | Maria de Souza               | Werner Schroeter            |                                                                                     |
| 2008 | Nucingen House                              | Anne-Marie                   | Raúl Ruiz (4)               |                                                                                     |
| 2009 | La folle histoire d'amour de Simon Eskenazy | Rosalie                      | Jean-Jacques Zilbermann (2) |                                                                                     |
| 2009 | La double inconstance                       | Flaminia                     | Carole Giacobbi             | TV Movie                                                                            |
| 2009 | Myster Mocky présente                       | Various                      | Jean-Pierre Mocky           | TV Series (1 Episode)                                                               |
| 2009 | Vénus & Apollon                             | Angie                        | Pascal Lahmani              | TV Series (8 Episodes)                                                              |
| 2010 | Roses à crédit                              | The Pharmacist               | Amos Gitai                  |                                                                                     |
| 2011 | Un baiser papillon                          | Marie                        | Karine Silla                |                                                                                     |
| 2011 | JC comme Jésus Christ                       | Herself                      | Jonathan Zaccaï             |                                                                                     |
| 2011 | Les tribulations d'une caissière            | Marie                        | Pierre Rambaldi             |                                                                                     |
| 2012 | Plan de table                               | Catherine                    | Christelle Raynal           | Alpe d'Huez International Comedy Film Festival - Best Acting                        |
| 2012 | Lines of Wellington                         | Sister Irmã Cordélia         | Valeria Sarmiento           | Nominated - CinEuphoria Awards - Best Ensemble                                      |
| 2013 | À votre bon coeur mesdames                  | Sister Blandine              | Jean-Pierre Mocky (2)       |                                                                                     |
| 2014 | Gemma Bovery                                | Wizzy                        | Anne Fontaine               |                                                                                     |
| 2015 | The Price of Desire                         | Romaine Brooks               | Mary McGuckian              |                                                                                     |
| 2015 | Un plus une                                 | Anna Hamon                   | Claude Lelouch              | Nominated - Lumières Award for Best Actress                                         |
| 2015 | Amazon                                      | Amazon Priestess             | Jeno Udvardi                |                                                                                     |
| 2016 | The Stalking Moon                           | Veronique Fournier           | Antonio Galloro             |                                                                                     |
| 2017 | Un sac de billes                            | Anna                         | Christian Duguay            |                                                                                     |
| 2017 | Chacun sa vie et son intime conviction      |                              | Claude Lelouch              |                                                                                     |
| 2017 | À bras ouverts                              | Daphné Fougerole             | Philippe de Chauveron       |                                                                                     |
| 2018 | Bel Canto                                   |                              | Paul Weitz                  |                                                                                     |
| 2022 | BigBug                                      | Alice                        | Jean-Pierre Jeunet          |                                                                                     |

|
|-
|2022
|Simone Veil le voyage du siècle
|Simone Veil
|Olivier Dahan

## Teatro

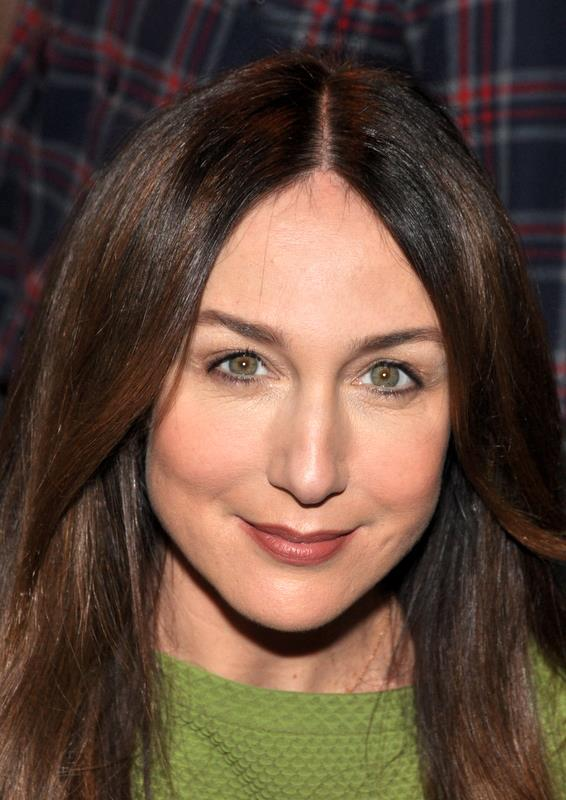
Elsa Zylberstein, en marzo de 2013.

| Año     | Título                               | Autor               | Director           | Notas                                                         |
| ------- | ------------------------------------ | ------------------- | ------------------ | ------------------------------------------------------------- |
| 1990    | Aniversario de Joko                  | Roland Topor        | Jean-Louis Jacopin | Petit Odéon                                                   |
| 1991    | Eurídice                             | Jean Anouilh        | Georges Wilson     | Théâtre de l'Œuvre                                            |
| 1993    | Pigmalión                            | George Bernard Shaw | Bernard Murat      | Théâtre Hébertot                                              |
| 1997-98 | Seis personajes en busca de un autor | Luigi Pirandello    | Jorge Lavelli      | Théâtre de l'Eldorado                                         |
| 2000    | Le Malin Plaisir                     | David Hare          | Jacques Lassalle   | Théâtre de l'Atelier                                          |
| 2003    | Prueba                               | David Auburn        | Bernard Murat (2)  | Théâtre des Mathurins                                         |
| 2005    | Laissez-moi                          | Marcelle Sauvageot  | Laetitia Masson    | Théâtre des Bouffes du Nord                                   |
| 2007    | Gamines                              | Sylvie Testud       | Sylvie Testud      | Théâtre national de Nice                                      |
| 2009    | Le Démon de Hannah                   | Antoine Rault       | Michel Fagadau     | Théâtre des Champs-Élysées                                    |
| 2011    | Le Temps qui passe                   | Karine Silla-Pérez  | Vincent Pérez      | Théâtre des Mathurins                                         |
| 2012    | Les Derniers Jours de Stefan Zweig   | Laurent Seksik      | Gérard Gélas       | Teatro Antoine-Simone Berriau                                 |
| 2014    | Vita y Virginia                      | Eileen Atkins       | Jean-Marie Besset  | Festival NAVA                                                 |
| 2014    | Esplendor                            | Géraldine Maillet   | Catherine Schaub   | Théâtre de Paris <br> Premio Globes de Cristal - Mejor actriz |